# Halichoeres timorensis
Halichoeres timorensis (Bleeker, 1852) è un pesce di acqua salata appartenente alla famiglia Labridae.

## Distribuzione e habitat
Proviene dalle barriere coralline dell'oceano Pacifico e dell'oceano Indiano, in particolare dall'area compresa tra Indonesia e Sri Lanka, ma anche dalle Seychelles, Aldabra e Mozambico. Il suo areale non è però ancora ben definito a causa della facile confusione con altre due specie molto simili, come questa appartenenti al genere Halichoeres, cioè H. nebulosus e H. margaritaceus. È una specie che predilige le acque costiere ricche di vegetazione acquatica, e con una consistente fauna di coralli. Nuota tra i 5 e i 15 m di profondità.

## Descrizione
Presenta un corpo compresso lateralmente, decisamente meno allungato di altri Halichoeres, e abbastanza alto. La testa rimane comunque con un profilo abbastanza appuntito, tipico di quasi tutte le specie del suo genere. Gli occhi sono arancioni, non particolarmente grandi rispetto al corpo. La lunghezza massima registrata è di 12 cm. La livrea è verdastra scura sullo sfondo nei maschi, mentre negli esemplari femminili è grigia. Il dimorfismo sessuale è infatti marcato soprattutto nella colorazione.
I maschi presentano sopra il colore di fondo delle macchie rosse, talvolta arancioni, con il contorno irregolare, bordate da una sottile striscia azzurra, più evidenti sulla testa. Le pinne sono quasi degli stessi colori del corpo; la pinna dorsale, che come la pinna anale non è particolarmente alta, presenta una macchia nera circolare al centro. La pinna caudale ha il margine arrotondato, le pinne pelviche sono allungate.
Le femmine hanno il corpo grigio con il ventre tendente al bianco; su tutto il corpo sono presenti macchie arancioni e nere irregolari come quelle dei maschi, ma più piccole. Sul peduncolo caudale una delle macchie nere è cerchiata di bianco, e anche la macchia sulla pinna dorsale ha il bordo dello stesso colore. Le pinne sono arancioni a fasce azzurre.

## Comportamento
Anche se a volte è solitario, nuota prevalentemente in piccoli gruppi composti da un solo maschio adulto e pochi altri pesci.

## Conservazione
Questa specie viene talvolta catturata per essere tenuta negli acquari, e potrebbe in futuro risentire del deterioramento del suo habitat, ma la lista rossa IUCN la classifica come "a rischio minimo" (LC) perché al momento questa specie sembra essere abbastanza comune.